# HMS Glorious
A HMS Glorious (77) (Dicső, Dicsőséges) a Brit Királyi Haditengerészet (Royal Navy) egyik hadihajója volt. A hajót Courageous osztályú "nagy könnyű cirkáló"-ként építették az első világháború során, tulajdonképpen könnyű csatacirkálónak tekinthető. A Glorious, testvérhajója, a HMS Courageous és féltestvérük, a HMS Furious, Lord John Arbuthnot Fisher tengernagy ötlete alapján születtek meg, aki először "cirkáló gyilkosként"-ként (cruiser killer) gondolt rájuk. A hajókat eredetileg a Balti-tenger sekély vizein folyó hadműveletek támogatására szánták, de ezekre végül nem került sor. A Glorious részt vett az első világháborúban, majd azt követően átalakították repülőgép-hordozóvá. A hajó 1940. június 8-án, a német Scharnhorst és Gneisenau csatacirkálókkal vívott harc után süllyedt el Norvégia északi partjainál.

## AzHMS Gloriouscsatacirkáló
Az HMS Glorioust a Harland and Wolff belfasti hajógyárában építették. A terv szerint egy könnyű csatacirkáló volt 4 db 381 mm-es L/42 ágyúval, de a brit haditengerészetnél könnyűcirkálóként tartották számon, rendkívül könnyű páncélzata miatt. Az HMS Glorious építését 1915. május 1-jén kezdték, majd a hajót 1916. április 20-án bocsátották vízre. Az HMS Glorious 1916. október 14-ére készült el teljesen, és 1917 januárjában állították hadrendbe. Építése 2 119 065 angol font sterlingbe került.
Hajtóműve, összehasonlíthatatlanul nagyobb teljesítménye mellett, szerkezetileg alapvetően hasonlított egy korábbi könnyűcirkáló, a HMS Champion hajtóművéhez. 1917-ben egy teszt során az HMS Glorious sikeresen kilőtt egy torpedót egyik vízalatti torpedóvető csövéből, miközben teljes gőzzel haladt. Normál körülmények közt a vízalatti vetőcsövekből csak 23 csomó alatti sebességnél lehet torpedót kilőni, mert a magas sebességnél keletkező víznyomás károkat okozhat. Másodlagos fegyverzete az új típusú, hármas elrendezésű, 100 mm-es ágyúkból állt, melyek elvileg nagy tűzgyorsaságot nyújtottak a torpedónaszádok, vagy a kisebb hajók ellen. Később azonban kiderült, hogy az ágyúk töltésénél a töltők egymás útjában vannak, így a töltés jóval több időt vett igénybe, mint ha három, különálló löveget használtak volna. A hajón megfigyelték, hogy érdekes módon másfél csomóval gyorsabban tudott haladni teljes rakománnyal, mint normál terheléssel. A hajó könnyű felépítése és hibái miatt az átlagosnál több ideig tartott a készítése, ami miatt a hajó a "Lármás" (Uproarious) becenevet kapta.
Mikor az HMS Glorioust hadrendbe állították, ez lett a 3. könnyűcirkáló raj (3rd Light Cruiser Squadron) zászlóshajója, később pedig az 1. könnyűcirkáló (1st Light Cruiser Squadron) rajé. 1917. november 17-én az HMS Glorious, az HMS Courageous és az HMS Repulse brit csatacirkálók a Helgolandi-öbölben kisebb német erőkkel csaptak össze, melynek során a brit erők nem szenvedtek sérüléseket. 1918-ban rövid kifutófelületeket helyeztek el rajta, melyen repülőgépek tudtak felszállni. 1918. november 21-én jelen volt a német Nyílttengeri Flotta kapitulációjánál. 1919-ben a devonporti tüzériskolához került, ahol kiképzési célokat szolgált. Később az HMS Glorious a Tartalék Flotta zászlóshajója lett.

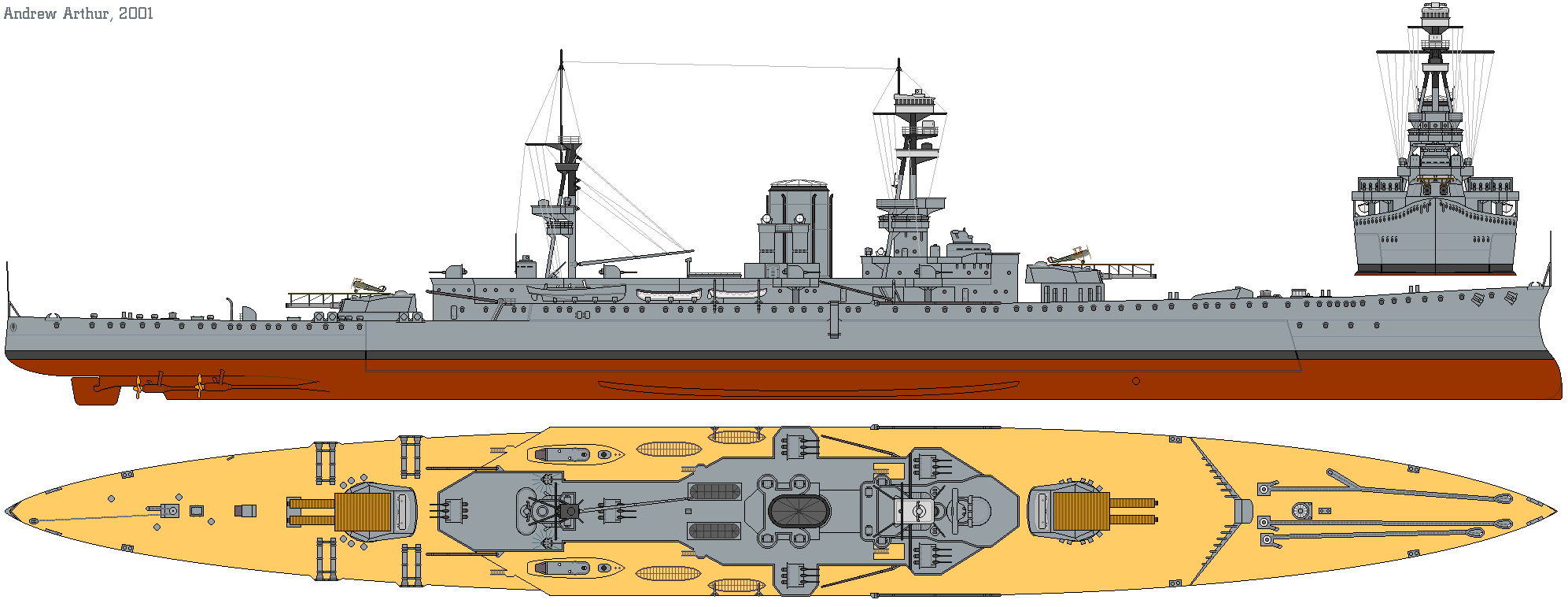
Az HMS Glorious eredeti alakjában, 1917-ben.

## Átépítése repülőgép-hordozóvá
1922-ben, a Washingtoni Flottaegyezmény aláírásakor az HMS Glorious gyenge páncélzata miatt reménytelenül elavultnak számított, ezért úgy döntöttek, hogy a hajót repülőgép-hordozóvá alakítják. A nagy hajótest és sebesség miatt ideális volt az átalakításhoz. Az átalakítást 1924-ben kezdték, és csak 1930. március 10-én állíthatták újra hadrendbe. Az átalakítást Rosythban kezdték, de 1929-ben a rosythi hajógyár bezárt, így a munkálatokat Devonportban kellett befejezni. Az átalakítás 2 137 374 
font sterlingbe került. Mikor ismét hadrendbe állították, az HMS Glorious két fedélzettel rendelkezett. Az egyik volt a fő-, vagy repülési fedélzet, a hajó orr részében pedig egy kisebb, felszálló fedélzet helyezkedett el. A hajó 1935 és 1936 között ismét átalakításokon esett át, melyek során a kisebb fedélzet helyére légvédelmi ágyúkat, a főfedélzetre pedig két, a 4,5 tonnát meg nem haladó repülőgépek indítására alkalmas gőzkatapultot szereltek. Az HMS Glorious kétszintes hangárrral rendelkezett, ezek 167 m hosszúak és 7,3 m magasak voltak. A hajó nem kevesebb, mint negyvennyolc repülőgépet tudott szállítani. Kezdetben Fairey Flycatcher, Blackburn Ripon, és Fairey IIIf típusú gépeket hordozott, de később áttértek a Fairey Swordfish és Gloster Gladiator típusokra. Az HMS Glorioust meg lehetett különböztetni testvérhajójától, az HMS Courageoustől, ugyanis az HMS Glorious lekerekítettebb tattal rendelkezett, valamint a felépítményük is kissé eltérő volt.
1931. április 1-jén az HMS Glorious, Gibraltártól 95 km-re összeütközött egy francia személyszállító hajóval, a Floridával. Az ütközés során az óceánjáró súlyosan megsérült, de az utasokat átszállították az HMS Glorious fedélzetére, majd a repülőgép-hordozó elvontatta a sérült hajót Málagáig. Az ütközés több mint harminc életet követelt, melyek közül az egyik az HMS Glorious legénységének tagja volt.

## II. világháborús pályafutása
A második világháború kitörése után az HMS Glorious egy ideig a Mediterrán Flottában szolgált. 1939 októberében áthajózott a Szuezi-csatornán, hogy részt vegyen a Graf Spee üldözésében, az Indiai-óceánon. 1940 áprilisában, mikor Németország megtámadta Norvégiát, az HMS Glorioust hazahívták. Április 23-án a HMS Ark Royallal együtt megérkeztek a brit partokhoz, majd másnap hajóztak Norvégiába. Norvégiai tartózkodása alatt az HMS Gloriousról felszálló Skua és Gladiator repülőgépek számos támadást intéztek a német állások ellen. Április 27-én hazahívták, hogy feltöltse készleteit, majd május 1-jén visszatért Norvégiába, hogy repülőgépei folytathassák a támadásokat. Visszaútja során átszállított néhány Gloster Gladiatort Norvégiába, ahol befagyott tavakról működtették őket. Ezeket a gépeket a németek rövid időn belül megsemmisítették. Május 28-án egy egész századnyi Hawker Hurricane vadászgépet szállított a norvégiai Bardufossba, melyek a britek norvégiai evakuálásának nyújtottak fedezetet. Ezt az útját az HMS Glorious kíséret nélkül tette meg, ugyanis a briteknek éppen nem volt rendelkezésre álló cirkálójuk és rombolójuk. Június 2-án vadászgépei Narvik evakuálásánál biztosítottak légi fedezetet. Június 5-étől kezdődően az HMS lorious is részt vett az Alphabet-hadműveletben, amely a szövetségesek csapatainak Norvégiából való kimenekítését célozta meg.
Június 8-án Guy D'Oyly-Hughes kapitány (aki tengeralattjáró specialista volt, és a repülőgép-hordozók területén mindössze tíz hónapnyi tapasztalattal rendelkezett) által irányított HMS Glorious fedélzetére tíz Gloster Gladiator és nyolc Hawker Hurricane szállt le. Ezek a repülőgépek a Brit Királyi Légierő 46. és 263. repülőgép-századának gépei voltak. Ez volt az első olyan alkalom, mikor a gépek túlfutást megakadályozó horog igénybevétele nélkül szálltak le repülőgép-hordozóra. A gépek előzőleg szárazföldi repterekről szálltak fel, hogy elkerüljék a megsemmisülést. Az HMS Glorious a Scapa Flow-ba vezető úton elszakadt a nagyobb hajórajtól, hogy függetlenül tudjon haladni. Mikor a Norvég-tengeren hajóztak, az HMS Glorioust és két kísérőhajóját, a HMS Acasta és a HMS Ardent nevű rombolót két német csatacirkáló, a Scharnhorst és a Gneisenau megtámadta. A támadás következtében mindhárom brit hajó elsüllyedt, mindössze 70 perc leforgása alatt. A Harstadtól 350 km-re nyugatra lefolyt ütközet következtében 1519 ember vesztette életét, és csupán 45 túlélő maradt. A támadás előtt a brit hordozó kapitánya több igen súlyos hibát is elkövetett, egyrészt nem teljesített őrség szolgálatot az árboc megfigyelőállásában, ahonnét a rendkívül tiszta időjárási körülmények között már 40 km távolságból észlelni lehetett volna a két német nehéz hadihajót, másrészt nem volt légi őrjárat (Combat Air Patrol) a hajó körül a saját gépekből, illetve nem álltak azonnali készültségben torpedókkel felszerelt Fairey Swordfishek, amelyekkel csapást lehetett volna mérni a felbukkanó ellenséges egységekre. Továbbá a harcérintkezés felvétele után nem jelentették az ütközetet rádión az Admiralitásnak és a közelben hajózó brit egységeknek sem. Háborús körülmények között a nappali légi őrjárat és a harcérintkezés jelentése kötelező előírás volt, amelynek megszegése hadbírósági eljárást vont maga után. A brit parancsnok valószínűleg azt feltételezte, hogy a térségben operáló nagy brit flottaerők, köztük több csatahajó miatt a németek úgysem mernek a norvég vizeken hajózni.
A támadás során a Scharnhorst is megsérült, mikor torpedótalálat érte az HMS Acasta-ról, valamint mindkét német hajó számos találatot szenvedett. A sérülések miatt a német csatacirkálóknak vissza kellett térniük Trondheimbe, így a nap hátralévő részében a brit konvoj megmaradt része biztonságosan hajózhatott a területen. A brit hírszerzés korábban kapott jelentéseket, melyek szerint a Scharnhorst és a Gneisenau a közelben tartózkodnak, de ezeket az információkat nem tartották eléggé hitelesnek.

## Képgaléria

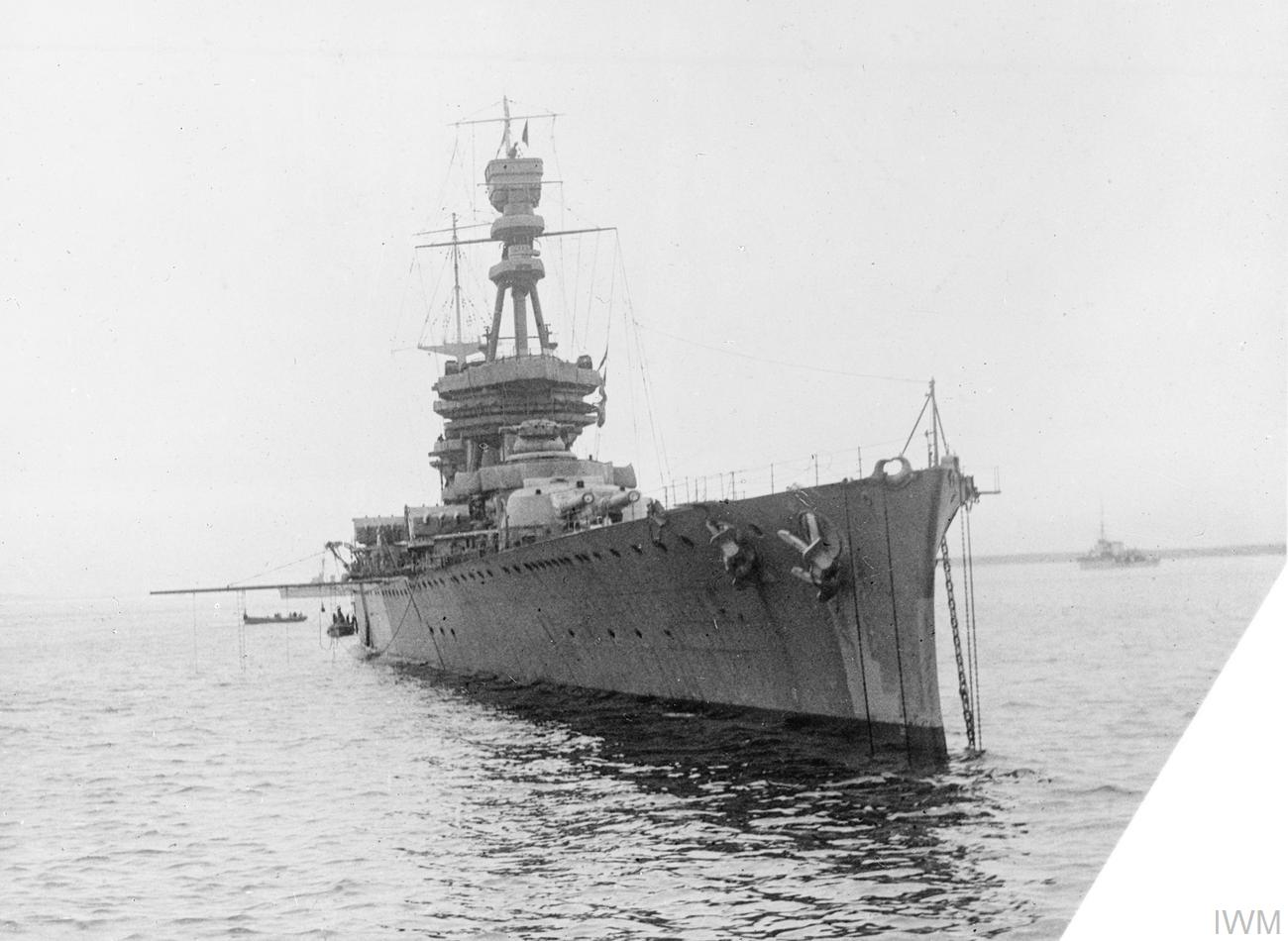
Az HMS Glorious eredeti alakjában, horgonyon állva, az I. világháború idején.
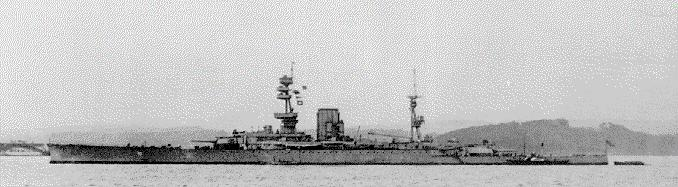
A brit HMS Glorious csatacirkáló 1918-ban
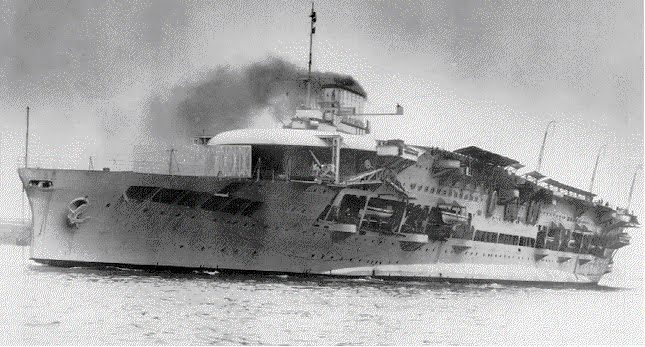
Az HMS Glorious röviddel hordozóvá alakítása után.
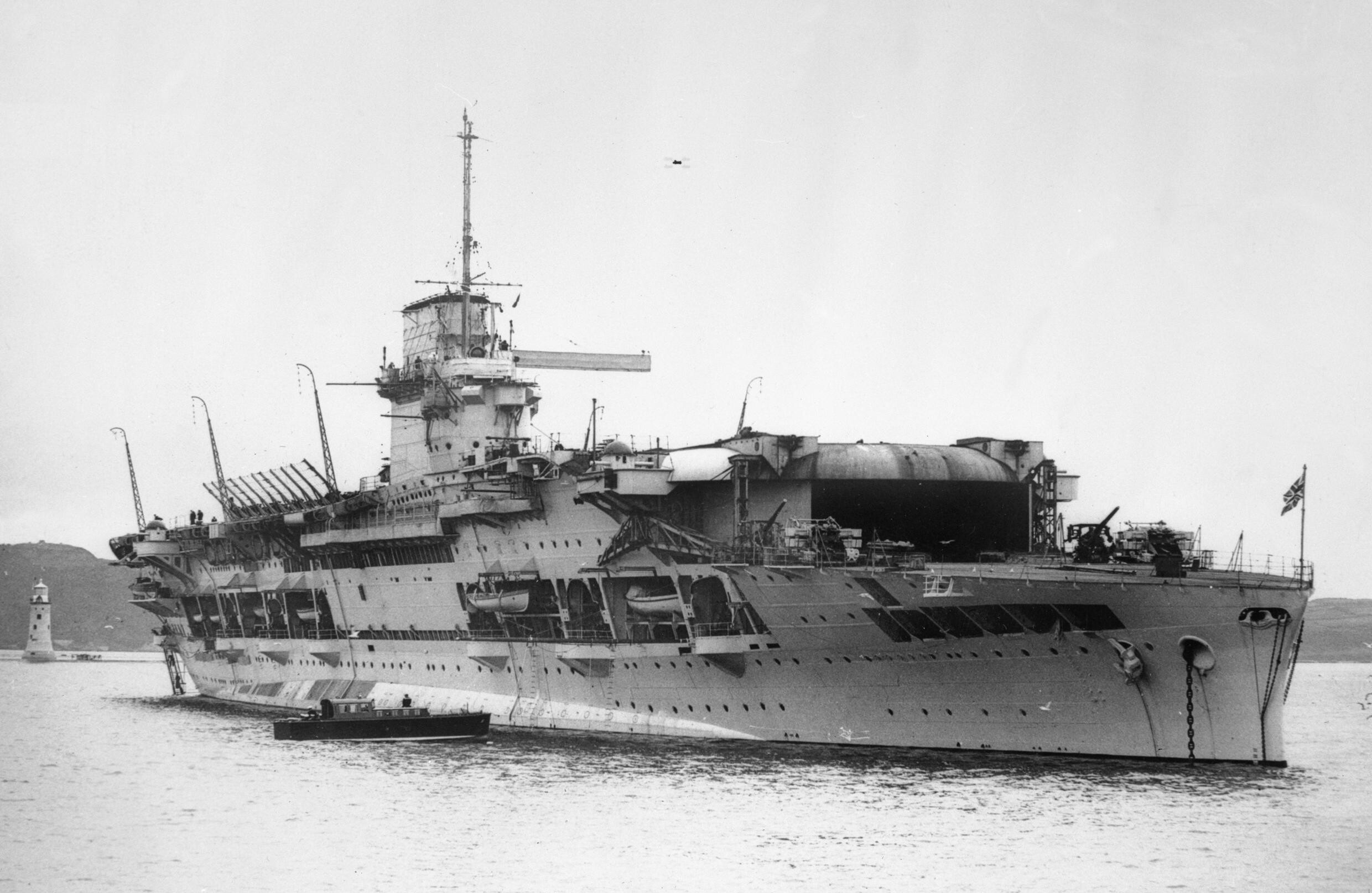
Az HMS Glorious brit repülőgép-hordozó 1935-ben.
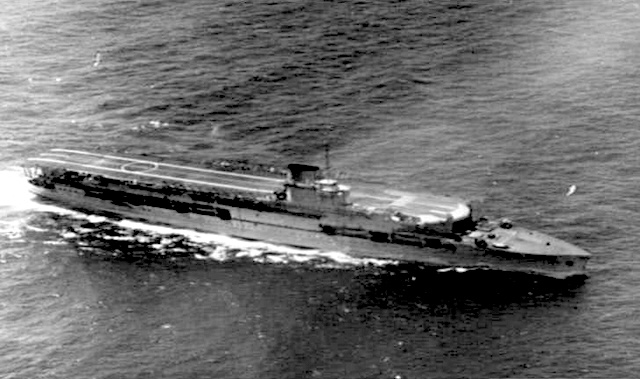
Az HMS Glorious a tengeren (1936).
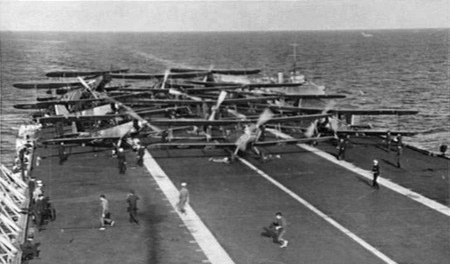
Fairey Seals felderítő repülőgépek 1936-ban az HMS Glorious fedélzetén.
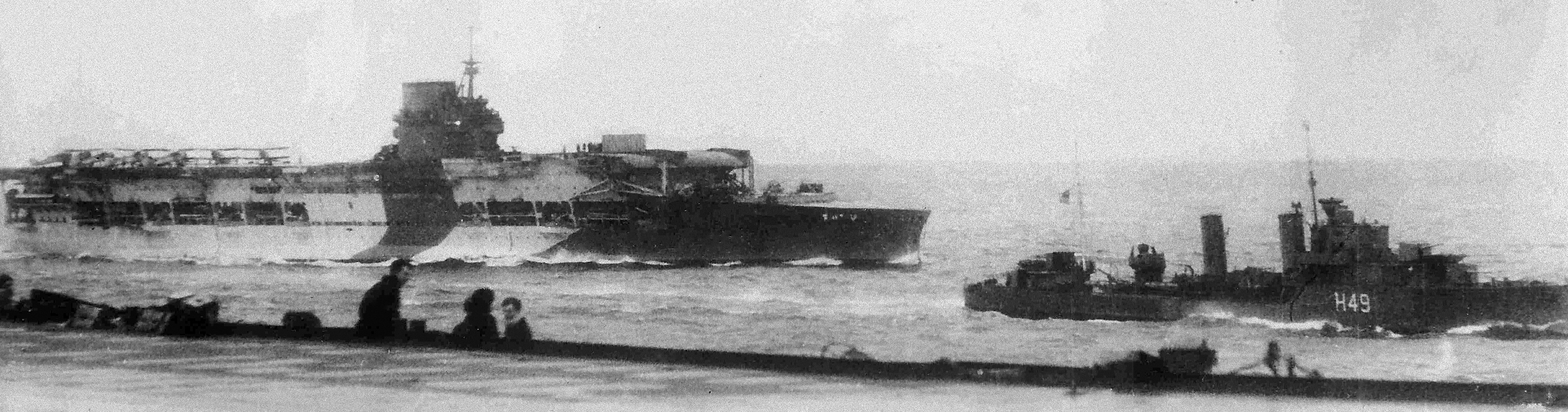
HMS Glorious brit repülőgép-hordozó 1940 májusában az HMS Ark Royal-ról fényképezve, az HMS Diana romboló társaságában.
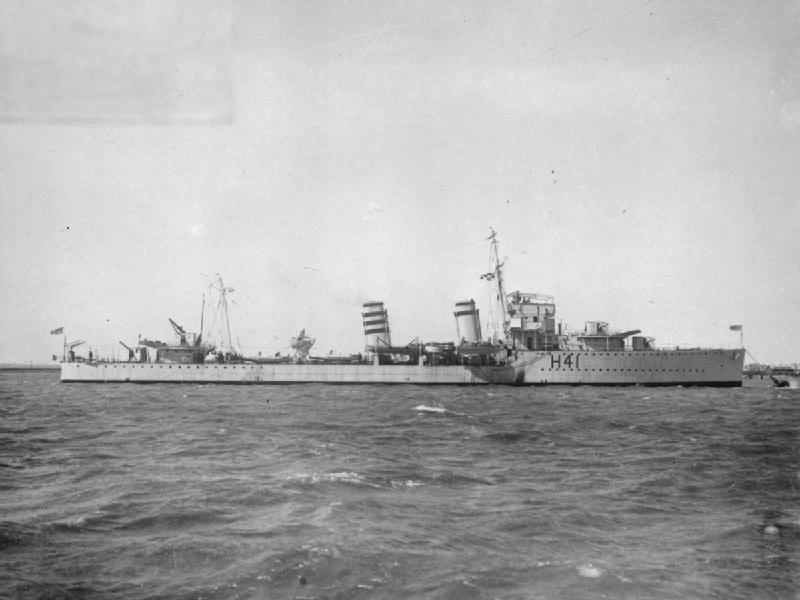
Az HMS Glorious egyik kísérő rombolója, az A osztályú HMS Ardent, melynek testvérhajója, az HMS Acasta is odaveszett a csata során.
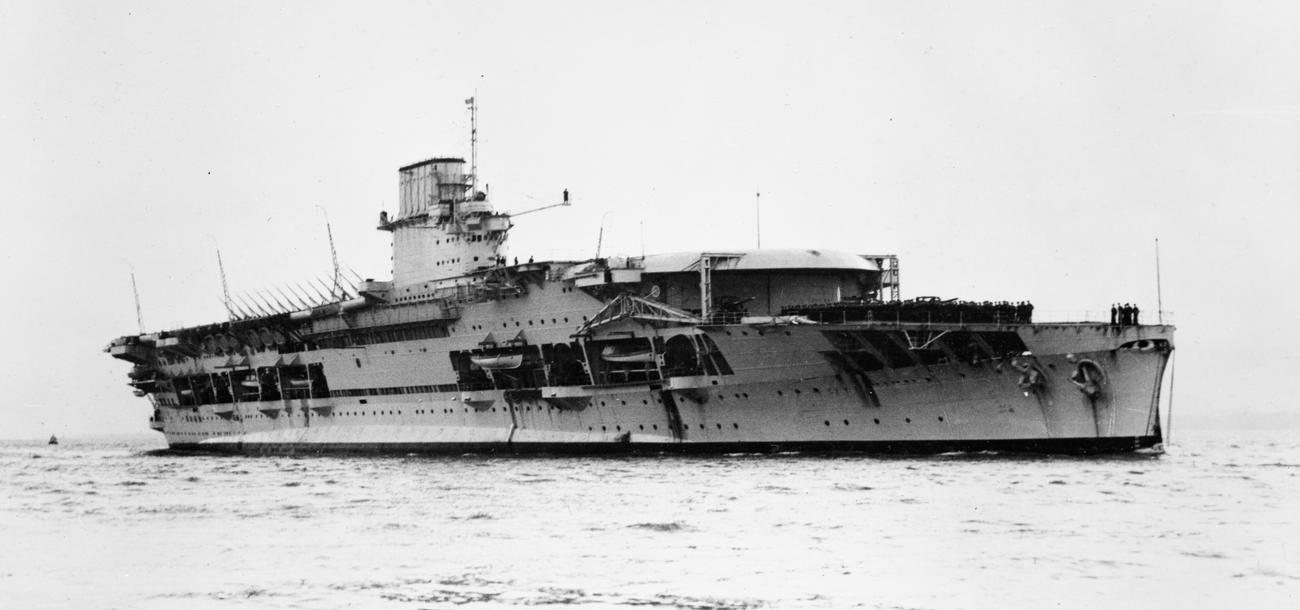
Az HMS Glorious testvérhajója, az HMS Courageous brit repülőgép-hordozó 1935-ben.
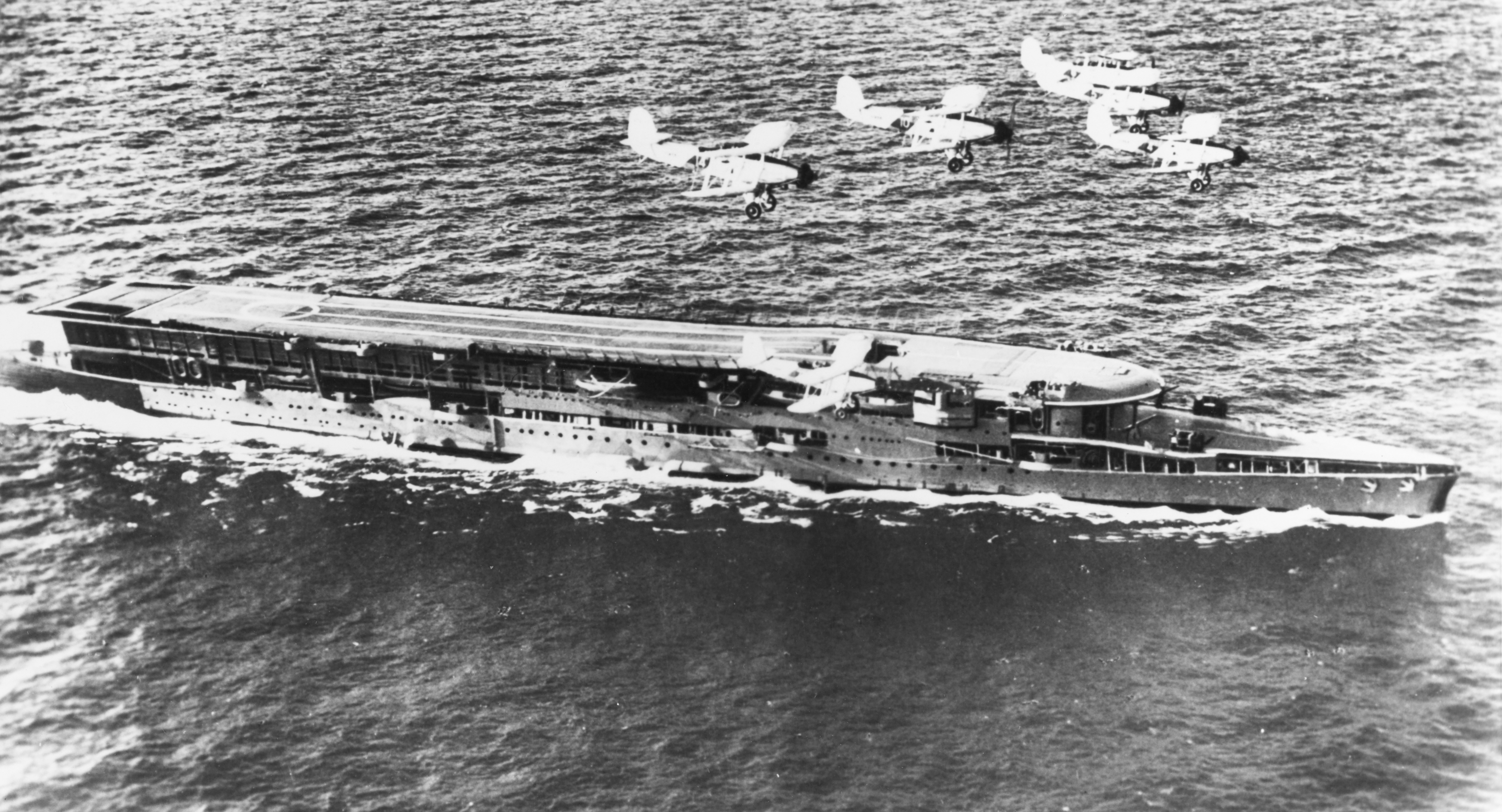
Az HMS Glorious féltestvére, az HMS Furious repülőgép-hordozó 1935-36-ban Blackburn Baffin torpedóvető repülőgépekkel.
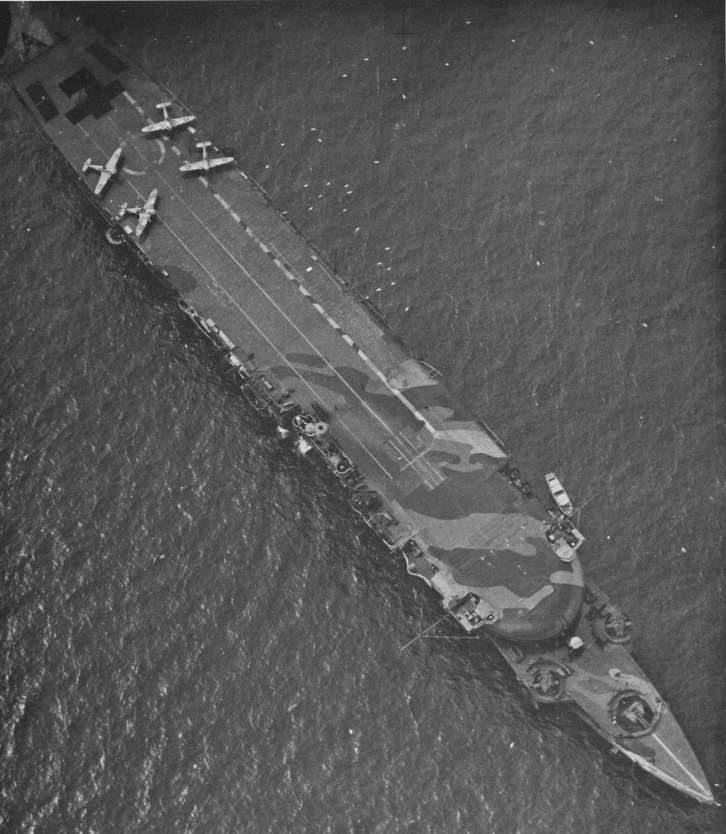
Az HMS Glorious féltestvére, az HMS Furious brit repülőgép-hordozó 1941-ben, fedélzetén Hawker Hurricane vadászgépekkel.
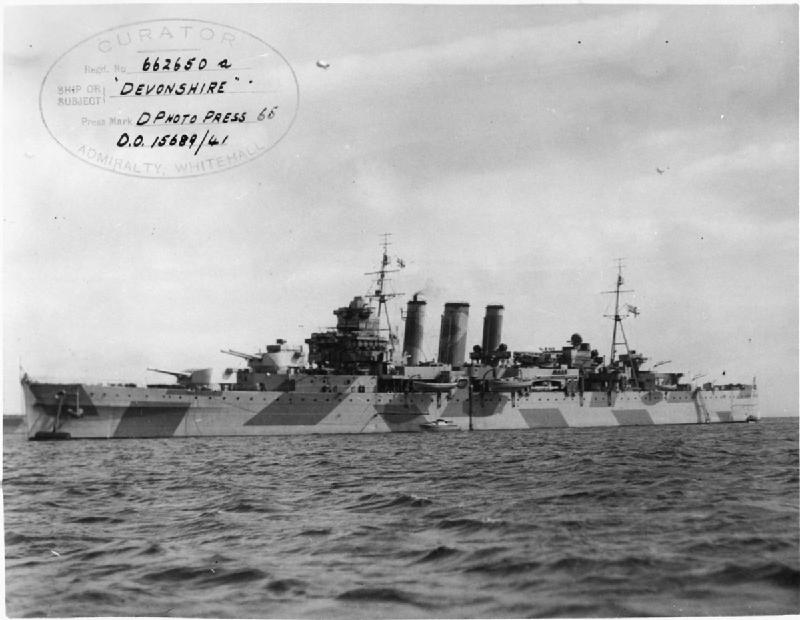
A County osztály London alosztályába tartozó HMS Devonshire brit nehézcirkáló 30-50 tengeri mérföldre haladt el a csata helyszínétől, de nem észlelte az eseményeket.

## Érdekességek
- Az átalakítás során a Gloriousról eltávolított lövegtornyokat alaposan korszerűsítva, páncéllemezeiket kicserélve később a valaha létezett legnagyobb brit csatahajó, az HMS Vanguard építésénél használták fel.
- 1997-ben az angliai Channel 4 által sugárzott Secret History című dokumentumfilm-sorozat "The Tragedy of HMS Glorious" (A HMS Glorious tragédiája) című epizódjában a Glorious tragédiájának egyik túlélőjével készítettek interjút.

## Külső hivatkozások
- A Glorious elsüllyedésekor meghalt személyek emlékére létrehozott alapítvány oldala (Angol)
- HMS Glorious fotógaléria (Angol)
- "A Glorious elvesztése" – V.W. Howland kapitány átfogó cikke. (Angol)
- "A HMS Glorious tragédiája"(Angol)
- A Glorious elvesztése (Magyar)